# 大分サティ

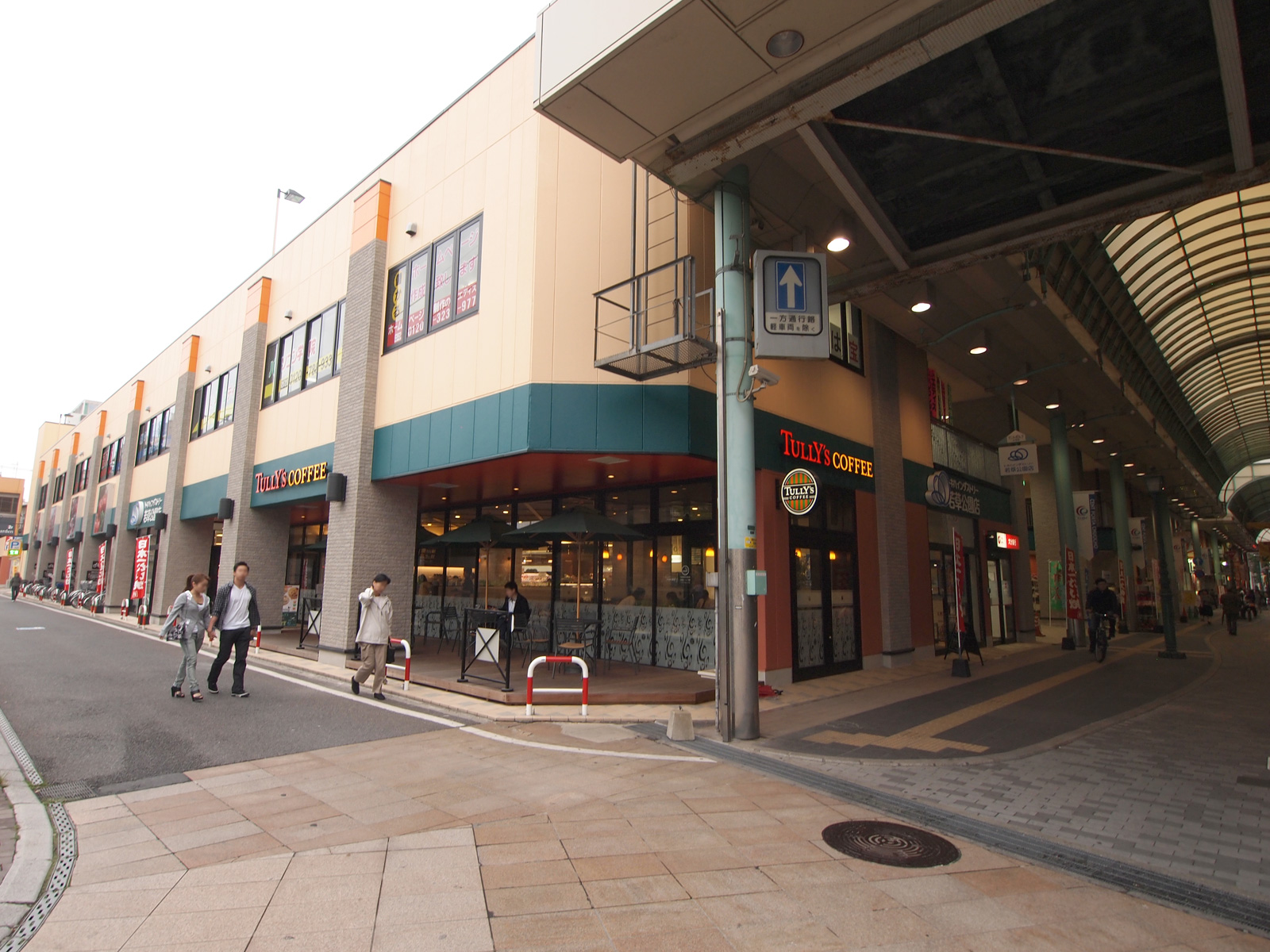
セントポルタビル

大分サティ（おおいたサティ）は、かつて大分県大分市にあった、イオングループのイオン九州が運営した高層総合スーパーである。

## 概要
大分市中心部の商店街セントポルタ中央町の若草公園側の西端に位置し、地場百貨店のトキハ大分店、ジャスコ大分店（後の大分フォーラス）と東西に一直線に並んでいた。地上8階地下1階の高層スーパーで、イオン九州ではイオン佐世保店と並んで最高層の店舗であった。

## 沿革
1973年9月23日、ニチイ大分ショッピングデパートとして開業。1994年4月に大分サティに店名を変更した。
開業当時の大分市中心部には、同じ高層スーパーの長崎屋（1971年開店）、ダイエー（1973年開店）、ジャスコ（1973年開店）、西友（1974年開店）が立ち並んでいたが、長崎屋及びダイエーは撤退し、ジャスコ、西友もそれぞれファッションビルの大分フォーラス、大分パルコに業態転換したため、2000年以降は結果的に当店が大分市中心部唯一の総合スーパーとなっていた。
しかし、売り上げの不振や、施設の老朽化のために、2009年3月20日に閉店。当店の閉店により、大分市中心部からは総合スーパーが姿を消した。
なお、大分市内には、2002年4月に、郊外のパークプレイス大分にイオングループの総合スーパーであるジャスコパークプレイス大分店（現、イオンパークプレイス大分店）が開店している。

## フロア構成
- 店舗構成:地上8階、地下1階

## 営業時間
- 1階、地下1階:10:00-21:00
- 2階-7階:10:00-20:00
- 8階は店舗事務所（かつてはゲームセンターもあった）、屋上はビアガーデンなどとして夏期のみ営業していた。

## 跡地の利用
大分サティ跡地の土地・建物は2009年11月に地元の不動産業者に譲渡された後、3階以上を解体して2階建てに減築され、名称をセントポルタビルとして2010年10月25日にオープンした。
改装後は、1階に食品スーパーのトキハインダストリー若草公園店（売場面積1,991m2）や大分県内初出店のタリーズコーヒーが、2階に歯科医院や学習塾、託児所等のテナントが入っている。2階の一部と屋上（3階）は駐車場、地階は約1,000台収容の無料駐輪場となった。
2階まで含めた総面積は2,607m2となる。